# 理想論
理想論
- 構想されたり述べられたりする論の一つ。本項で述べる。
- 及川光博のアルバム、及び楽曲。
- 理想論 - 東野純直の楽曲。アルバム『Journal』に収録。
- 理想論 - 水樹奈々の楽曲。シングル『Synchrogazer』に収録。

理想論（りそうろん）は、人間が未来に関する出来事を構想したり述べたりするときに発表される論の形式の一つ。